# Liste der Monuments historiques in La Lande-de-Fronsac
Die Liste der Monuments historiques in La Lande-de-Fronsac führt die Monuments historiques in der französischen Gemeinde La Lande-de-Fronsac auf.

## Liste der Bauwerke
| Bezeichnung      | Beschreibung              | Standort | Kennzeichnung | Schutzstatus | Datum | Bild           |
| ---------------- | ------------------------- | -------- | ------------- | ------------ | ----- | -------------- |
| Friedhofskreuz   |                           | (Lage)   | PA33000034    | Inscrit      | 2000  | weitere Bilder |
| Kirche St-Pierre | Erbaut im 12. Jahrhundert | (Lage)   | PA00083582    | Classé       | 1923  | weitere Bilder |